# Danielle Spencer (actriz estadounidense)
Danielle Spencer (24 de junio de 1965 – 11 de agosto de 2025) fue una actriz y estrella infantil estadounidense conocida principalmente por su papel de Dee Thomas en la comedia de situación de ABC What's Happening!!, que se emitió entre 1976 y 1979. Más tarde retomaría el papel en la secuela de la serie, What's Happening Now!!. Tras su carrera como actriz, Spencer trabajó como veterinaria en California.

## Vida y carrera
Spencer nació el 24 de junio de 1965 en el Bronx, Nueva York, o Trenton, Nueva Jersey, hija de la escritora Cheryl Pelt, quien se separó de su esposo cuando Spencer era muy pequeña. Spencer consideraba al segundo marido de su madre, Tim Pelt, como su padre. Se crió en el Bronx. Spencer comenzó su carrera como actriz alrededor de los ocho años y empezó a tomar clases de interpretación. En 1976, Spencer fue elegida para interpretar a la hermana menor Dee Thomas en la serie What's Happening!!, basada libremente en la película Cooley High. La serie era un sustituto de mitad de temporada de verano, pero tuvo tan buen rendimiento en su franja horaria que se encargó una temporada completa.
El 6 de septiembre de 1977, durante la producción del episodio "Trial and Error" de la segunda temporada, Spencer y su padrastro Tim Pelt sufrieron un grave accidente de coche que dejó a Spencer en coma durante tres semanas y causó la muerte de Pelt. Las lesiones mortales de Pelt se debieron a que intentó proteger a Spencer durante el accidente. Spencer no tiene recuerdos del accidente y pasó seis meses recuperándose con fisioterapia.
Tras la cancelación de la serie en 1979, Spencer y su madre se trasladaron a Costa de Marfil durante un tiempo. A su regreso, asistió a la Universidad de California en Davis para obtener una licenciatura en medicina veterinaria, una carrera que le animó a seguir su difunto padrastro. Dado que las reposiciones sindicadas de los 65 episodios de What's Happening!! habían tenido éxito, superando en algunos mercados los índices de audiencia de la serie durante su emisión en la cadena, en 1985 se creó una serie secuela llamada What's Happening Now!!. Spencer interpretó a Dee en varios episodios a lo largo de las tres temporadas de la secuela mientras asistía a la universidad. En su segundo año, se comprometió y se convirtió en miembro de la hermandad Delta Sigma Theta. Después de que What's Happening Now!! fuera cancelada en 1988, Spencer asistió a la Facultad de Veterinaria de la Universidad de Tuskegee en Tuskegee, Alabama. Se convirtió en veterinaria en 1996.
Spencer hizo apariciones ocasionales como actriz después de eso. En 1997, interpretó a una veterinaria en la exitosa película As Good as It Gets y apareció en Peter Rabbit and the Crucifix en 2001.
El reparto de What's Happening!! fue homenajeado en los TV Land Awards de 2006, donde Spencer fue la ganadora (junto con la actriz de Little House on the Prairie Alison Arngrim) del premio al "Personaje más necesitado de un tiempo de descanso".
Spencer publicó un libro sobre su vida como estrella infantil titulado Through the Fire: Journal of a Child Star. El libro despertó un renovado interés por la vida y la carrera de Spencer, y la llevó a aparecer en programas como The Wendy Williams Show, las exitosas series de TV One Life After y Unsung Hollywood junto a sus antiguos compañeros de reparto.

## Vida personal
Spencer se casó con Garry Fields, director de marketing y su publicista y representante, en Marina Del Rey, California, en 1999. La pareja se divorció en 2013. En 2014, Spencer se casó con David L. David, un empresario de Nueva York que le presentó Ernest Thomas. Es posible que su matrimonio hubiera terminado antes de que Spencer falleciera en 2025, ya que en las esquelas no se menciona a David entre sus familiares sobrevivientes.
En 2004, Spencer sufrió problemas de equilibrio y dolor crónico y le diagnosticaron estenosis espinal como consecuencia de las lesiones sufridas en su accidente de coche en 1977. Una operación para corregir el problema la dejó parcialmente paralizada durante ocho meses. Spencer recibió tratamiento en el Kessler Institute for Rehabilitation de Nueva Jersey, al que agradece haberle devuelto la vida.
Spencer era veterinaria, inicialmente en Santa Clarita, California, antes de mudarse a Richmond, Virginia, en 2014, para estar más cerca de su familia. En Richmond, presentó secciones sobre el cuidado de mascotas en los noticiarios matutinos de WTVR-TV. Tras obtener una licenciatura en biología marina por la Universidad de California, Los Ángeles, Spencer se doctoró en medicina veterinaria en 1993 por la Tuskegee University Veterinary School, en Alabama.
En una entrevista concedida a la revista People en 2012, Spencer atribuyó a su propia lucha contra una lesión medular y la parálisis el cambio en su perspectiva sobre el tratamiento de los animales, pasando de limitarse a aliviar su dolor a buscar la causa subyacente de sus problemas.
En 2014, Spencer fue incluida en la exposición permanente del nuevo Museo Nacional de Historia y Cultura Afroamericana. Es la única ex actriz infantil que ostenta este honor. También se involucró en el diseño de moda y debutó con su línea "Dani Collection", inspirada en su propio estilo de vestir.

### Enfermedad y muerte
A Spencer le diagnosticaron cáncer de mama en septiembre de 2014. En el marco del Mes de Sensibilización sobre el Cáncer de Mama, Spencer declaró a Black America Web que su diagnóstico la tomó por sorpresa. "Con todo lo que he pasado con la lesión medular, pensé que Dios no me iba a dar otra aflicción", dijo, "así que me quedé completamente impactada cuando los médicos me lo comunicaron". Aunque la noticia fue una sorpresa, Spencer dijo que la enfermedad es hereditaria en su familia. "Tengo mucha ayuda y apoyo a mi alrededor", dijo. Spencer afirmó que estaba considerando sus opciones de tratamiento, con la cirugía como primera opción. "Estoy tratando de obtener tantas opiniones como sea posible, pero parece que eso es lo que voy a hacer", dijo. "Espero que después de eso no haya que recurrir a la quimioterapia ni a la radioterapia."
En 2018, Spencer se sometió a una cirugía de emergencia para aliviar una hemorragia cerebral.
Spencer murió de un cáncer de estómago en el Chippenham Hospital en Richmond, Virginia, el 11 de agosto de 2025, a la edad de 60 años.

## Filmografía

### Cine
| Año  | Título                        | Papel       | Notas        |
| ---- | ----------------------------- | ----------- | ------------ |
| 1997 | As Good as It Gets            | Veterinaria |              |
| 2001 | Peter Rabbit and the Crucifix | Veterinaria | Cortometraje |

### Televisión
| Año       | Título                 | Papel              | Notas                           |
| --------- | ---------------------- | ------------------ | ------------------------------- |
| 1976–1979 | What's Happening!!     | Dee Thomas         | 64 episodios                    |
| 1977      | The Brady Bunch Hour   | Dee                | Episodio: "Episodio #1.7"       |
| 1978      | Special Treat          | Emma Sheridan      | Episodio: "The Tap Dancing Kid" |
| 1985–1988 | What's Happening Now!! | Dee Thomas         | 16 episodios                    |
| 2001      | Days of Our Lives      | Salem Place Vender | Episodio: "Episodio #1.9023"    |